# Lycaeninae
Lycaeninae (ildfugle) er en underfamilie af sommerfugle. De omkring 100 arter er især udbredt i de tempererede og subtropiske dele af Europa og Asien. Mange arter har strålende gyldne farver, nogle er dog brunlige og andre har et violet skær. Fra Danmark kendes 6 arter.

## Arter og slægter
De 6 arter i Lycaeninae, der er registreret i Danmark:
- Slægt Lycaena
  - Lille ildfugl (Lycaena phlaeas)
  - Stor ildfugl (Lycaena dispar)
  - Dukatsommerfugl (Lycaena virgaureae)
  - Sort ildfugl (Lycaena tityrus)
  - Violet ildfugl (Lycaena alciphron)
  - Violetrandet ildfugl (Lycaena hippothoe)